# Das Schwarze Auge: Herokon Online
Das Schwarze Auge: Herokon Online war ein Browser-MMORPG des deutschen Entwicklers Silver Style Studios in der Spielwelt Aventurien des Rollenspielregelwerks Das Schwarze Auge (DSA).
Das Entwicklerstudio meldete im Juni 2014 Insolvenz an. Im Februar 2015 wurden die Spieleserver abgeschaltet.

## Spielprinzip
Das Free-to-play-Browserspiel beginnt genreüblich mit der Charaktererstellung. Herokon Online verwendet das DSA-Regelwerk 4.1. Der Spieler hat die Wahl zwischen verschiedenen Rassen und kann sich anschließend einen sogenannten Archetypen, d. h. einen vorgenerierten Heldentypen, auswählen. Alternativ kann der Spieler auch in umfangreichen Charaktererstellungsmenüs einen Charakter nach eigenen Vorstellungen und gemäß Regelwerk kreieren.
Das Spielgeschehen wird aus einer starren, isometrischen Überblicksperspektive präsentiert. Die Spielfigur wird mit Hilfe einer Point-and-Click-Steuerung indirekt durch die Spielwelt navigiert. Das Spiel selbst ist endlos und bietet dem Nutzer auf unterschiedlichen Ebenen Spielanreize. Zum einen kann er rollenspielübliche Aufträge annehmen. Typischerweise erfordern diese Aufträge die kämpferische Auseinandersetzung mit feindlichen Kreaturen. Für das Töten der Gegner erhält die Spielfigur Abenteuerpunkte, die mit Hilfe von Trainern und in Abhängigkeit vom Charakterlevel der Spielfigur in den Ausbau der Fähigkeiten gesteckt werden können. Allerdings können nicht alle Aufträge von einem Charakter alleine erfüllt werden. In diesen Fällen muss sich der Spieler mit anderen Mitspielern zusammenschließen, um gemeinsam gegen die feindlichen Kreaturen vorzugehen. Weiterhin gibt es die Möglichkeit, in Arenen gegen die Charaktere anderer Mitspieler anzutreten.

## Entwicklung

### Entstehung
Herokon Online ist der erste Titel der Silver Style Studios. Diese entstanden 2010 als Neugründung einiger Mitarbeiter des insolventen deutschen Publishers The Games Company und dessen internen Entwicklerstudios Silver Style Entertainment. Dieser hatte zuvor an dem Action-Rollenspiel Das Schwarze Auge: Demonicon gearbeitet, das nach der Insolvenz jedoch mit einem Teil der Belegschaft vom deutschen Publisher Kalypso Media übernommen wurde. Als Grundlage für Herokon Online diente Silver Style die selbstentwickelte, auf Adobe Flash basierende LightStream-Engine. Die offizielle Ankündigung des Spiels erfolgte im November 2011.
Das Spiel entstand mit Unterstützung mehrerer DSA-Autoren und -Künstler. So wirkten die langjährigen Chefredakteure Thomas Römer und Florian Don-Schauen an der Ausarbeitung mit, ebenso wie Jan Ulrich Lindner und Anton Weste. Im weiteren Verlauf waren zudem Hadmar von Wieser, Mark Wachholz, Chris Gosse, Matthias Freund und Lena Kalupner beteiligt. Für das Artwork konnte neben den bei Silver Style festangestellten Grafikern die DSA-Illustratorin Melanie Maier sowie der langjährige DSA-Zeichner Uğurcan Yüce gewonnen werden – seine Beiträge zu dem Spiel waren sein letztes Werk. Die Musik wurde von der Fantasy-Musikformation Erdenstern komponiert.

### Lightstream-Engine
Das Spiel basierte vollständig auf einem Adobe-Flash-Player-Client aus eigener Entwicklung, der die technischen Möglichkeiten der Plattform damals ausreizte: ebenenbasierter Kartenbau mit (später eingeführten) 3D-Modellen der Spiel-Charaktere, verteilte Echtzeitgrafik für alle Mitspieler, Shader, teils vorgerechnete Effekte, sowie eine Benutzerschnittstelle auf der Basis von Adobe Flex streamten konstant und in Echtzeit Spieldaten von und zu den Spielservern. Integrierte Video- und Audio-Clips, ereignisgesteuerte Quests, Social-Media-Integration und ein Shopsystem basierend auf internen Spielwährungen waren ebenfalls Teil der Engine. Karten der Spielwelt sowie Quests wurden mit einem intern entwickelten Karteneditor angefertigt. Eine besondere Version des Editors für Spieler zur Herstellung eigener Karten, Quests und Geschichten wurde 2013 angekündigt.
Die Verfügbarkeit der Adobe Flash-Plattform war für das wachsende Segment der Mobilgeräte so gut wie nicht vorhanden, weshalb es von Herokon Online auf der Basis der Lightstream-Engine keine Mobilversion gab.

### Open Beta und Aktivierung des Geschäftsmodells
Nachdem das Spiel am 10. Januar 2012 zuerst in den geschlossenen Beta-Test gegangen war, startete am 30. August 2012 die sogenannte Open Beta. Zeitgleich wurde der Online-Shop aktiviert. Zum Zeitpunkt der Open Beta standen insgesamt drei Regionen um die aventurischen Siedlungen „Greifenfurt“, „Baliho“ und „Trallop“ zur Verfügung, bei der Charakterwahl standen drei Rassen und insgesamt neun Professionen zur Auswahl.
Im Oktober 2012 kündigte Silver Style Studios die Veröffentlichung eines Karten-, Quest- und Charakter-Editors an, der denselben Umfang wie die Entwicklerwerkzeuge besitzen und es Spieler ermöglichen solle, die Spielwelt nach eigenen Vorstellungen auszubauen. Silver Style Studios erhoffte sich dadurch, den Umfang der Spielwelt, der einmal den gesamten Kontinent Aventurien umfassen sollte, mit Hilfe der Spieler und Anhänger des Rollenspiels zu erweitern.
Am 13. Januar 2014 erweiterte Silver Style Studios die Spielwelt um die Region Thorwal. Zudem wurde die Schicksalsklingen-Kampagne von 1992 inhaltlich fortgesetzt. Autoren der neuen Geschichte sind Thomas Römer, Matthias Freund und Lena Kalupner.

## Rezeption
Sascha Penzhorn von Buffed lobte die atmosphärische Inszenierung, die sich in der detailreich gestalteten Spielwelt und den gut geschriebenen, jedoch unvertonten Dialogen widerspiegele. Auch werde der Spieler im Vergleich zu anderen Spielen nicht durch übermäßige Begrenzung der kostenlosen Spielinhalte gegängelt. Das DSA-Regelwerk sei sehr gut umgesetzt, zwinge den Spieler durch seine Komplexität jedoch zu einer intensiven Beschäftigung mit dem Charaktersystem. Das Echtzeit-Kampfsystem kritisierte er als „mäßig animiert“ und es sei von der Leistung der Künstlichen Intelligenz mangelhaft.

„Herokon Online steckt voller fantastischer Geschichten, sieht mit seinen liebevoll detaillierten 2D-Grafiken toll aus und begeistert mit dem besten Soundtrack, den ein Browserspiel je hatte. Als DSA-Fan finde ich das Spiel gleich noch mal so toll. Wer gute Rollenspiele liebt und sich ein wenig mit dem Regelwerk auseinandersetzt, kommt aber auch ohne Vorkenntnisse zurecht.“

Im Test des Online-Spielemagazins GamingXP bemängelte der Autor davevader zudem eine hakelige Steuerung und die starre Kameraperspektive. Insgesamt zeigte sich der Tester aber zufrieden:

„Was des einen Freud, ist des anderen Leid, denn die gute Atmosphäre von „Herokon Online“ kommt nur auf, wenn man sich in der Welt auskennt und das nötige Hintergrundwissen mitbringt. Für Spieler, welche nicht über dieses Wissen verfügen, gibt es wahrscheinlich bessere Free-2-Play-Spiele wie z.B. „Der Herr der Ringe Online“, da dort das Gameplay einfach leichter von der Hand geht und alles ein bisschen interaktiver vonstatten geht. Wenn man sich aber auskennt, ist „Herokon Online“ genau das, was DSA-Fans wollen.“

### Auszeichnungen
- Role Play Convention 2012: Most Promising Product[20]
- MMO of the Year Awards 2013: Jurypreis bestes Browser-MMORPG[21]